# Нікола Мілев
Нікола Мілев (псевдоніми Ненко і Спектатор ; 8 травня 1881, Мокрен, Османська імперія — 13 лютого, 1925, Софія, Болгарія) — видатний болгарський історик, публіцист, державний діяч, дипломат і учасник македонського революційного руху.

## Біографія

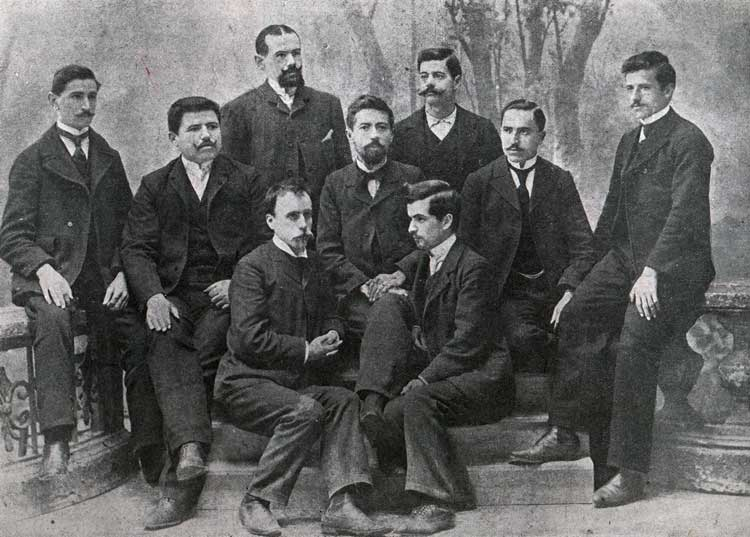
Константинопольський комітет ВМОРО з Ніколою Мілевим, Томою Бакрачевим, Петаром Тошевим

Нікола Мілев народився в Мокрені, великому болгарському селі, в родині молочника і пекаря. Після закінчення болгарської початкової школи в Мокрені, Нікола Мілев поїхав зі своїм батьком до Каїра, де деякий час жив. Після повернення навчався в Фенері, а пізніше, за рекомендацією Екзархату, вступив до стамбульського ліцею «Галатасарай», де був однокласником Симеона Радева. Після закінчення факультету в 1902 р. викладав у Константинополі і працював у газеті Симеона Радева "Вечерна поща ". Був членом Цариградського комітету ВМОРО. У 1903 почав вивчати історію в Софійському університеті, який закінчив у 1909. За рекомендаціями професора Василя Златарського та на стипендії «Марина Дринова» Мілев спеціалізується на новій історії у Відні з 1910 по 1912 рр. Під час Балканської війни був перекладачем у штабі Другої болгарської армії. 23 квітня 1913, напередодні Другої болгарської війни, разом з ще 13 людьми з цих районів, підписав «Мемоар от костурско-леринско-кайлярската емиграция в София», стверджуючи, що Македонія є болгарським регіоном і наполяючи на роз'єднаності Костура, Леріна, Кайлара та Болгарії. Даний документ говорить:
| « | Якщо Крит, за рахунок своєї епічної боротьби, давно завоював право бути невід'ємною частиною грецької батьківщини, а Греція ніколи б її не залишила, наша рідна земля спалила свою єдність з Болгарією через страждання і сльози муки населення, що тоне у крові тисяч людей, яку пролито в ім'я болгарської національної ідеї. Навіть сьогодні, коли болгарське плем'я дало нові, дорогі жертви для знищення багатовікового спільного ворога балканських народів, Болгарія має обов'язок зібрати всі болгарські землі, не жертвуючи жодною з них, набагато більше, ніж ті, хто через високі випробування тримали прапор народного ідеалу. | » |

Після балканських війн Нікола став доцентом кафедри болгарської історії та історії балканських народів Софійського університету (1915-1922).
У 1918 році Мілев очолив прес-службу Міністерства закордонних справ і релігій. Він активно виступав проти післявоєнного сільськогосподарського режиму, встановленого після Першої світової війни, і був одним із засновників партії «Народен сговор». Після вбивства Александра Грекова в 1922 році анархо-комуністами, Нікола Мілев став директором щоденної газети «Слово». Як голова товариства столичних журналістів, він захищав свободу слова і преси, а як першомайстер масонської ложі «Зора» виступав за справу македонських болгар і автономної Македонії. Незважаючи на негативне ставлення до політики Стамболійського, він був включений до болгарської делегації на Конференції в Лозанні в 1922 р.
Нікола Мілев був включений в склад уряду, утвореного внаслідок перевороту 9 червня, в якості міністра закордонних справ, але відмовився, побоюючись реакції Королівства Югославія і Греції. В якості народного депутата перебував у складі 21-х Народних Зборів (1923-1927). Працював радником болгарського представництва в Лізі Націй у Женеві. Публікував статті у журналі Димитара Мішева «Полет» (1924–1925).
За деякими даними, в 1925 р. Нікола був призначений представником Болгарії в Сполучених Штатах, але був убитий за кілька днів до свого від'їзду.

### Нікола Мілев і македонський рух

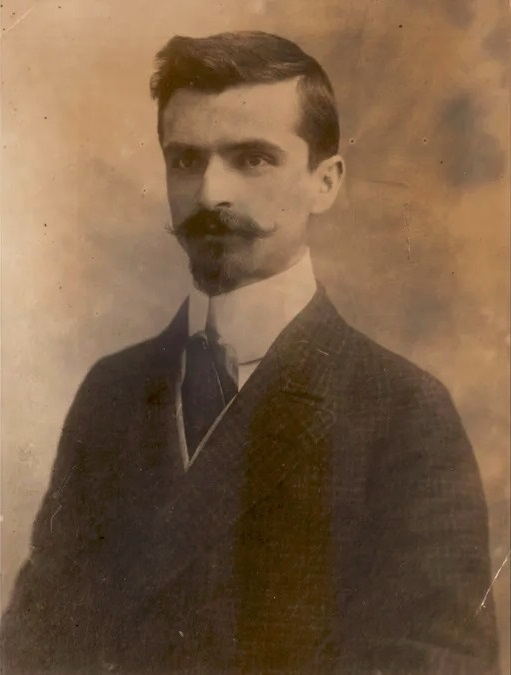
Портрет Мілева

Нікола Мілев приєднався до ВМОРО як студент у 1898, коли став членом Революційного комітету ВМОРО. Однак, втручався в життя македонських болгарських організацій активніше лише після Першої світової війни. Мілев був представником Костурсько-Лерінського братства на Установчих зборах Спілки македонських емігрантських організацій, що відбулися у Софії з 22 по 25 листопада 1918 р. Брав участь в діяльності македонських братств і активно співпрацював з періодичною пресою македонських болгар. Не будучи членом ВМОРО після Першої світової війни, разом з професорами Любомиром Мілетичем і Іваном Ґеорґовим, Нікола Мілев був радником і близьким товаришем Тодора Александрова. Мілев є автором «Спогадів про становище болгарської меншини в грецькій та сербській Македонії», поданих Лізі Націй у 1924 р. Він був одним із противників спроб комуністичних сил заволодіти ВМОРО та іншими македонськими організаціями і виступав проти Травневого маніфесту.
Нікола Мілев був одним з безперечних інтелектуальних і моральних лідерів біженців з Македонії. Іван Михайлов описував його так:
| « | У ньому було чудове поєднання лагідності та твердості. В усій його поставі, але особливо в його промовах відчувалася якась ангельська теплота і безпека. Він говорив просто і сердечно. І все, що він казав, є гарно сприймалося. Він перемігав своєю тактовністю, будив дивування його розумом, перемагав своєю скромністю. Він був зразком освіченого, культурного болгарського націоналіста. Серед еліти болгарської інтелігенції займав обране місце, яке важко було зайняти. | » |

У 1923 Нікола Мілев став одним із засновників Македонського науково-дослідного інституту і був обраний його першим членом Радою керуючих.
Георгій Занков охарактеризував його наступним чином:
| « | перший міжнародний консультант ВМОРО. | » |

### Вбивство Ніколи Мілева

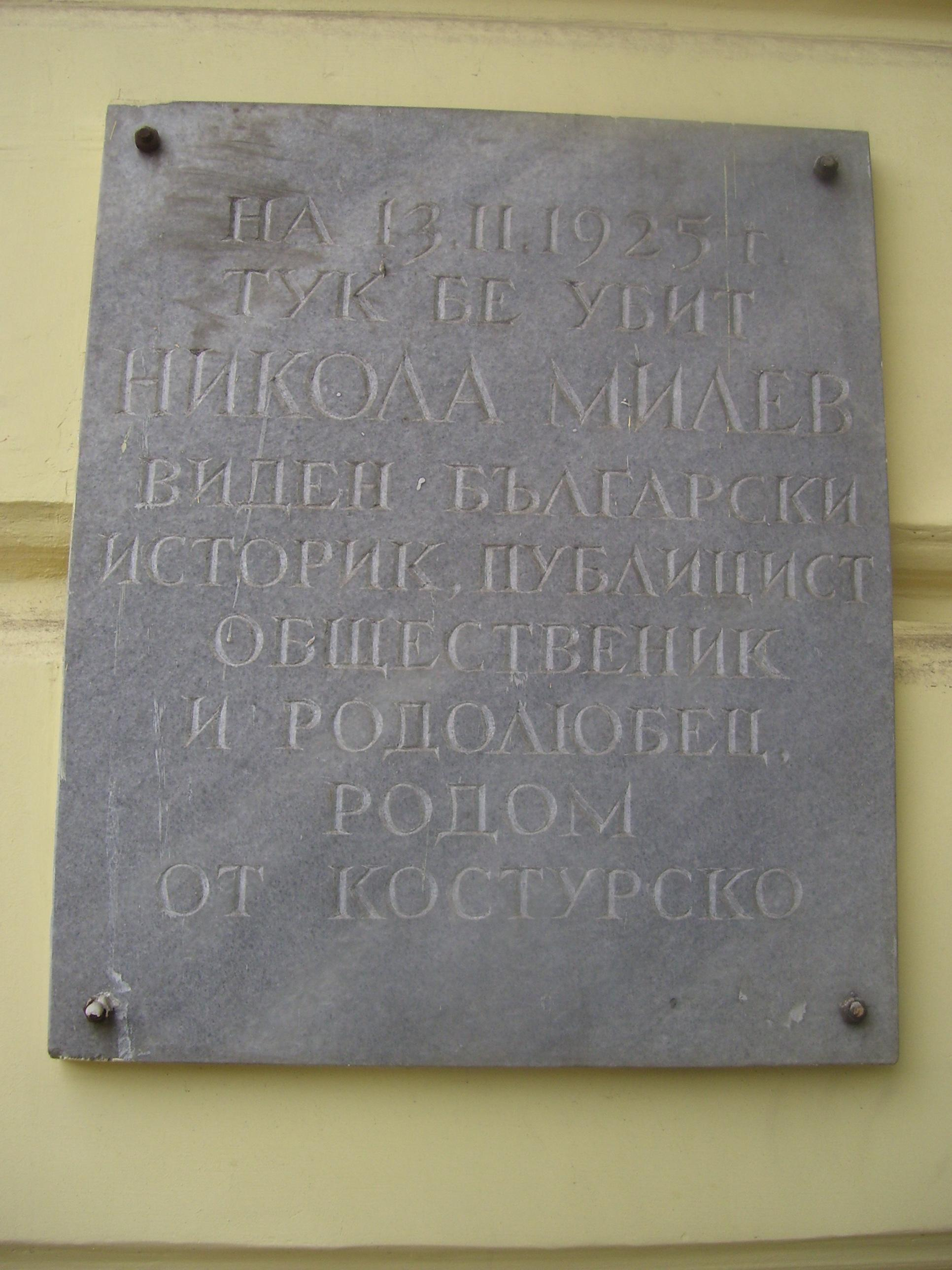
Меморіальна дошка на місці вбивства Ніколи Мілева у Софії

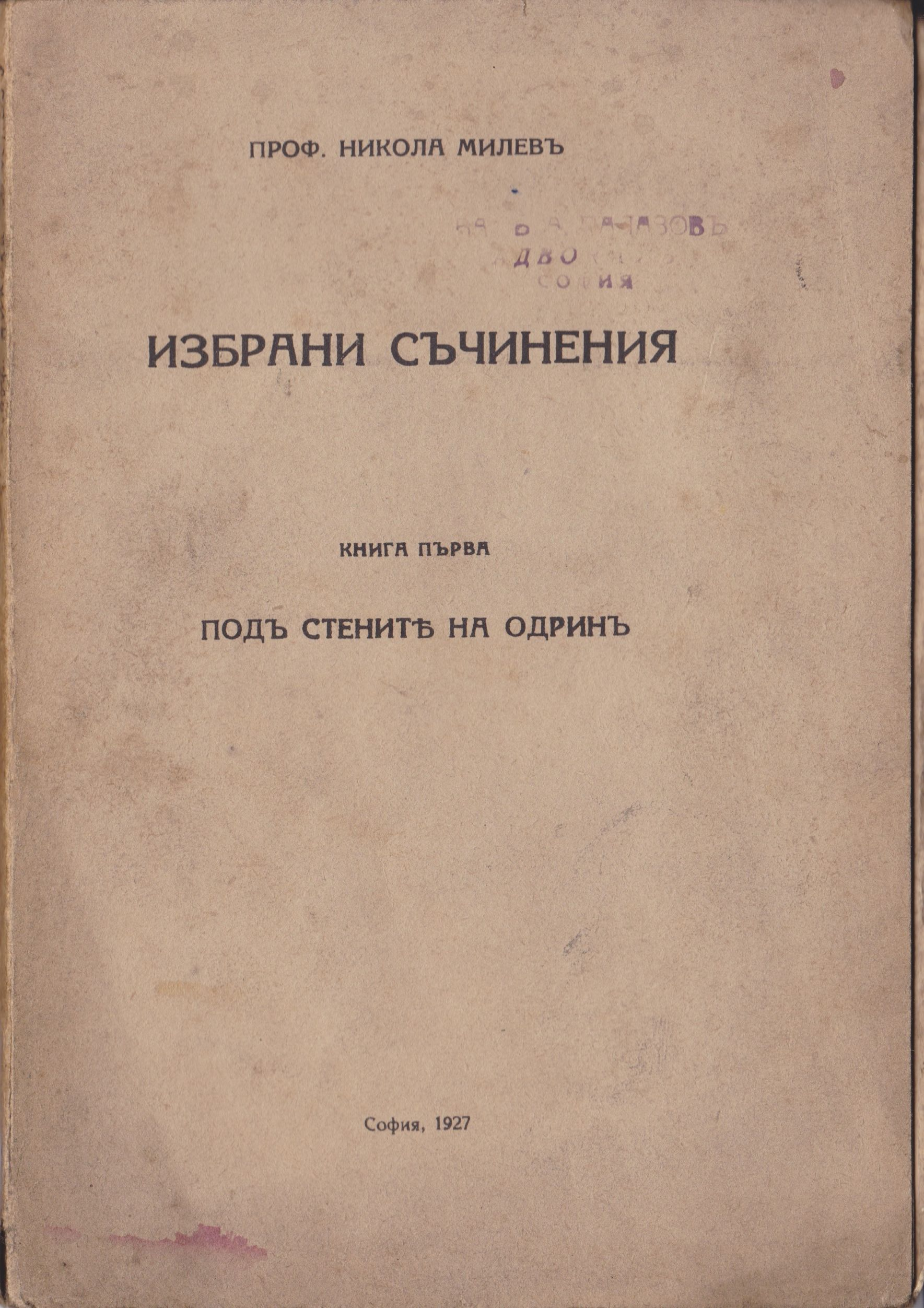

У 1924 р. у Відні група македонських діячів навколо Димитара Влахова, у зв'язку з приходом більшовицьких спецслужб, вирішила вбити свого опонента, Ніколу Мілева. Вважається, що Мілев був одним з головних ідеологічних супротивників Комінтерну та його прихильників в македонському русі. Рішення про вбивство Мілева було схвалене Станке Димитровим і ЦК БКП. Терористична група Петра Абаджиєва підготувала вбивство проф. Ніколи Мілева 13 лютого 1925 на бульварі Дондукова, в центрі Софії, за рішенням Спеціальної трійки у складі Станке Димитрова, Івана Мінкова і Валько Червенкова. Фізичним вбивцею був кушушанин Мілан Манолев, який був засуджений за обстріл софійського казино в 1915 р. і амністований при владі Александра Стамболійського. Згідно з деякими джерелами вбивцею був не Манолев, а анархо-комуністи Геогрі Шейтанов і Желю Грозев.
Похорон Ніколи Мілева 15 лютого 1925 був одним з найбагатолюдніших у Софії в ті роки. Його вбивство посилило напруження в болгарському суспільстві в 20-х роках XX ст. Мілан Манолев був захоплений македонськими чиновниками незабаром після вбивства, і після зізнання — убитий ВМОРО і похований на місці, де було вбито Мілева, а замість втікачів-заступників вбили своїх однопартійців — депутатів Тодора Страшимірова (17 лютого 1925) і Хараламбі Стоянова (6 березня 1925). Петро Шанданов пізніше написав: «Взимку 1929 р. з найнадійніших місць я міг би дізнатися, що Мілан Манолов не був вбивцею Мілева, а хтось, хто жив за межами Болгарії. Справа в тому, що я пішов в останній день після того, як Манолов зробив своє зізнання, і особисто запитав, чи є він вбивцею Мілева. Я побачив, що він лежить на ліжку і ледве може підняти голову. Він відповів, що він був вбивцею Мілева.»
Після вбивства три софійські масонські ложі «Зора», «Светлина» і «Сговор» проводять загальне сумне засідання, на якому виголошує промову Георгі Кулішев.

## Наукова творчість

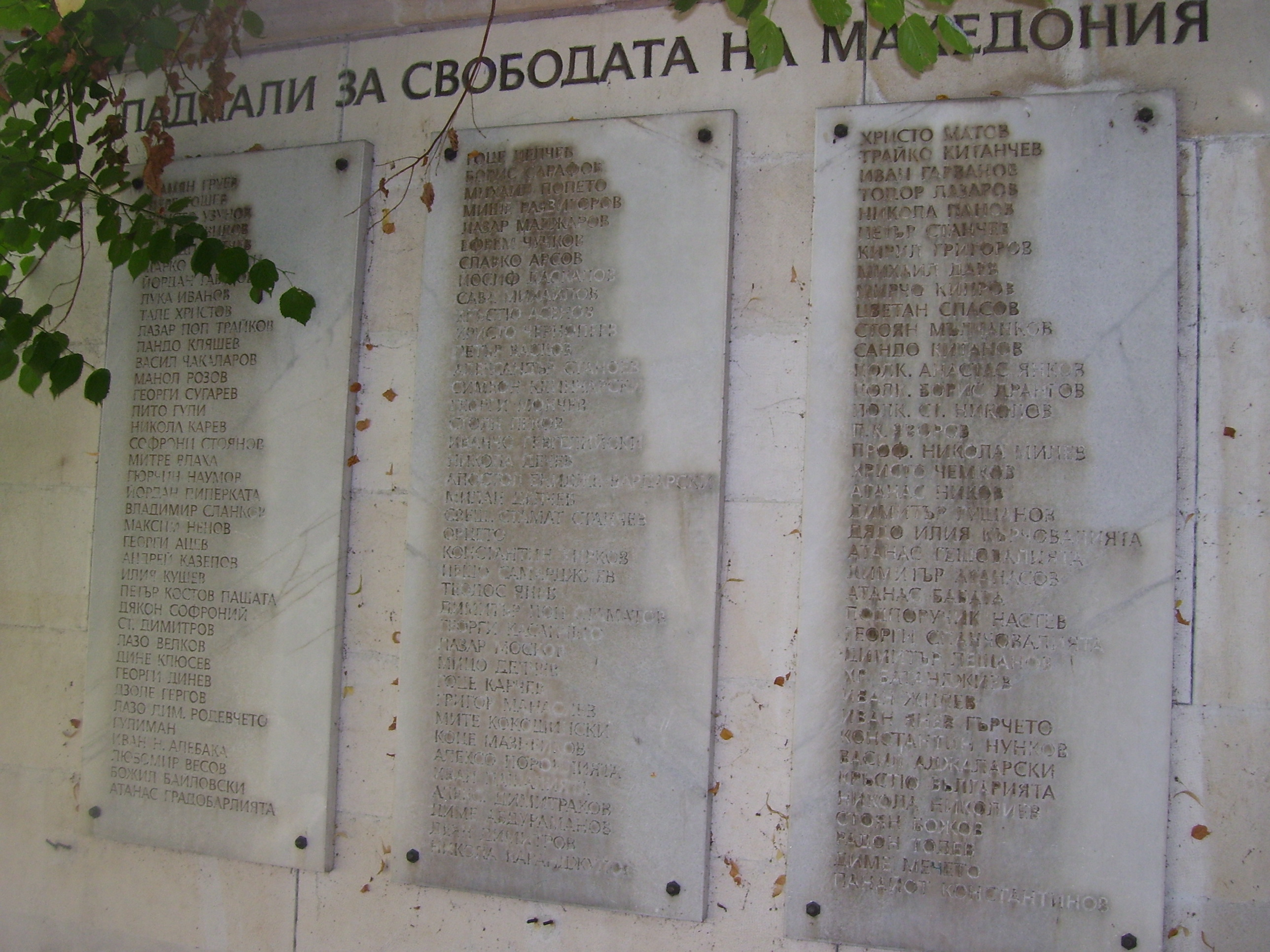
Пам'ятник «Полягли за Свободу Македонії» в Кюстендилі з ім'ям Мілева (17-й в третьому стовпчику).

Дослідження Ніколи Мілева охоплюють різні періоди історичного розвитку болгарського народу — від VII століття до часів Болгарського відродження. Свої перші дослідження він опублікував у деяких наукових періодичних виданнях — «Периодическо списание», «Известия на българското историческо дружество» та інші. Найвідомішими є його роботи, що стосуються католицької пропаганди на болгарських землях в період Османської імперії та болгарських католиків. Його монографія 1914 р. «Католицька пропаганда в Болгарії у 18 столітті» високо цінується і відкривала йому шлях до кар'єри викладача університету. У 1914–1923 рр. Нікола Мілев був постійним доцентом нової історії Софійського університету, а з 1923 — професором.
Своїми колегами і сучасниками Нікола Мілев сприймається як один з кращих болгарських істориків — оцінка, яка з ідеологічних причин не була офіційно оприлюднена між 1944 і 1989 рр.

### Твори
- Кубрат от историята и Кубер в «Чудесата на св. Димитрия Солунски» [Архівовано 9 лютого 2018 у Wayback Machine.], Периодическо списание, 71, 1910, с. 557—644
- Известия за състоянието на Турция в края на XVIII век, Списание на БАН, 6, 1913
- Католишката пропаганда в България през XVIII век. Историческо изследване, 1914, 194 с.
- Един неиздаден документ за българската история (1597), Известия на българското историческо дружество, 4, 1915, с. 89 — 99
- Факторите на Българското възраждане, в: Иван Д. Шишманов, 1920, с. 129—157
- Български лични и семейни имена от XVII век, Известия на етнографския музей, 3 — 4, 1921, с. 14 — 171, друго издание в: 300 години Чипровско въстание. Принос към историята на българите през XVIII век, с. 75 — 101, София 1988
- Охридският патриарх Атанасий и скитанията му в чужбина (1557—1615), Известия на българското историческо дружество, 5, 1922, с. 113—128
- Историческите връзки между българи и поляци, С. 1923, 64 с.
- Парчевич и Владислав IV, полски крал, Полско-български преглед, 1924, с.48 — 64
- Milef, Nikolas. La Macédoine inquiète. [Архівовано 22 квітня 2016 у Wayback Machine.] Sofia 1923, 2 изд. 1926
- Избрани съчинения (редактори В. Златарски, Б. Пенев, Ст. Консулов и Г. Кулишев), кн. I — Под стените на Одрин. Дневник, С. 1927, кн. II  Pages choises. Liv. II. Articles politiques et scienticles, S. 1928

## Бібліографічні та архівні джерела про Ніколу Мілева

### Архівні джерела
- Български исторически архив при Народната библиотека «Св. св. Кирил и Методий» — ф. 392 (Никола Милев, 65 док)